# Massimo
Massimo ist ein italienischer männlicher Vorname sowie Familienname.

## Herkunft und Bedeutung
Massimo ist eine italienische Form des lateinischen Namens Maximus.

## Namensträger
- Massimo (Heiliger), italienischer Heiliger, Bischof von Narni (376–416)

### Vorname
- Massimo Ambrosini (* 1977), italienischer Fußballspieler
- Massimo „Miki“ Biasion (* 1958), italienischer Rallyefahrer
- Massimo Bonanni (* 1982), italienischer Fußballspieler
- Massimo Bonini (* 1959), san-marinesischer Fußballspieler und -trainer
- Massimo Busacca (* 1969), ehemaliger Schweizer Fußballschiedsrichter
- Massimo Cacciari (* 1944), italienischer Philosoph
- Massimo Carrera (* 1964), italienischer Fußballspieler
- Massimo Ciavarro (* 1957), italienischer Schauspieler
- Massimo Coda (* 1988), italienischer Fußballspieler
- Massimo Condinanzi (* 1964), italienischer Jurist und Hochschullehrer
- Massimo Crippa (* 1965), italienischer Fußballspieler
- Massimo D’Alema (* 1949), italienischer Politiker
- Massimo Dallamano (1917–1976), italienischer  Kameramann  und Regisseur
- Massimo De Vita (* 1941), ehemaliger italienischer Comiczeichner und -Autor
- Massimo Dell’Acqua (* 1979), ehemaliger italienischer Tennisspieler
- Massimo Filardi (* 1966), ehemaliger italienischer Fußballspieler
- Massimo Ganci (* 1981), italienischer Fußballspieler
- Massimo Girotti (1918–2003), italienischer  Schauspieler
- Massimo Lana (* 1962), ehemaliger italienischer Leichtgewichts-Ruderer
- Massimo Laura (* 1957), italienischer Konzertgitarrist
- Massimo Magrì (* 1940), italienischer Industrie- und Werbefilmer
- Massimo Mascioletti (* 1958), ehemaliger italienischer Rugbyspieler- und Trainer
- Massimo Maugeri (* 1968), italienischer Schriftsteller, Blogger und Radiomoderator
- Massimo Mauro (* 1962), italienischer Fußballspieler, -funktionär und Politiker
- Massimo Morales (* 1964), italienischer Fußballspieler und -trainer
- Massimo Moratti (* 1945), italienischer Unternehmer
- Massimo Nannucci (* 1946), italienischer Installationskünstler
- Massimo Oddo (* 1976), italienischer Fußballspieler
- Massimo Paradiso (* 1968), ehemaliger italienischer Ruderer
- Massimo Paris (1953–2025), italienischer Violinist, Komponist, Dirigent und Musikpädagoge
- Massimo Pradella (1924–2021), italienischer Dirigent
- Massimo Rastelli (* 1968), italienischer Fußballspieler und -trainer
- Massimo Rizzo (Fussballspieler) (* 1974), schweizerisch-italienischer Fußballspieler und -trainer
- Massimo Rocchi (* 1957), italienischer Schauspieler und Komiker
- Massimo Roscigno, italienischer Diplomat
- Massimo Rossi (1992–2016), italienischer Motorbootsportler
- Massimo Rotundo (* 1955), italienischer Comiczeichner
- Massimo Scanziani (* vor 1970), Schweizer Neurowissenschaftler
- Massimo Scolari (* 1943), italienischer Architekt, Maler und Designer
- Massimo Silva (* 1951), italienischer Fußballspieler und -trainer
- Massimo Sinató (* 1980), deutscher Profitänzer
- Massimo Taibi (* 1970), italienischer Fußballspieler

### Künstlername
- Massimo (Musiker) (eigentlich Massimiliano Sapienza; * 1975), italienischer Noise-Musiker

### Familienname
- Massimo (Adelsgeschlecht), eine italienische Adelsfamilie

- Camillo Massimo (1620–1677), Kardinal der Römischen Kirche
- Camillo Massimiliano Massimo (1770–1840), päpstlicher Oberpostmeister, Direktor der päpstlichen Archive
- Francesco Saverio Massimo (auch: Franz Xaver Massimo; 1806–1848), deutsch-italienischer Kurienkardinal
- Leone Massimo (1896–1979), italienischer Adliger und vatikanischer Generalpostmeister
- Paolo Enrico Massimo Lancellotti (1911–2004), italienischer Diplomat und Botschafter; General-Statthalter des Ritterordens vom Heiligen Grab zu Jerusalem
- Roberto Massimo (* 2000), deutsch-italienischer Fußballspieler
- Stephan Massimo (* 1959), italienischer Musiker, Songwriter und Komponist